# 47a edició dels Premis Sant Jordi de Cinematografia
L'entrega de la 47a edició dels Premis Sant Jordi de Cinematografia va tenir lloc el 22 d'abril de 2003. Com en anys anteriors, un jurat compost per diversos crítics i periodistes cinematogràfics de Barcelona va decidir mitjançant votació els qui eren els destinataris dels premis Sant Jordi que Ràdio Nacional d'Espanya-Ràdio 4 (RNE) concedeix anualment al cinema espanyol i estranger en els diferents apartats competitius i que en aquesta edició distingien a les pel·lícules estrenades al llarg de l'any 2002. Aquest sistema d'elecció fa que aquests guardons estiguin considerats com un reconeixement de la crítica barcelonina, i a més és un dels premis cinematogràfics més antics de Catalunya. La gala es va celebrar al Palau de la Música Catalana.

## Premis Sant Jordi

### Premis competitius
| Categoria                              | Premiat            | Labor premiada                               |
| -------------------------------------- | ------------------ | -------------------------------------------- |
| Millor pel·lícula espanyola            | La caja 507        | Pel·lícula                                   |
| Millor actor en pel·lícula espanyola   | Luis Tosar         | Los lunes al sol                             |
| Millor actriu en pel·lícula espanyola  | Mercè Sampietro    | Lugares comunes                              |
| Millor ópera prima                     | Isaki Lacuesta     | Cravan vs Cravan                             |
| Millor pel·lícula estrangera           | Mulholland Drive   | Pel·lícula                                   |
| Millor actor en pel·lícula estrangera  | Sergio Castellitto | Bella Martha Competència deslleial Va savoir |
| Millor actriu en pel·lícula estrangera | Miranda Richardson | Spider                                       |

### Premis honorífics
| Categoria                           | Premiat                 | Labor premiada              |
| ----------------------------------- | ----------------------- | --------------------------- |
| Premi a la trajectòria professional | Roman Polanski          | Trajectòria cinematogràfica |
| Premi especial del Jurat            | Josep Anton Pérez Giner |                             |

## Roses de Sant Jordi
Una vegada més es van lliurar les dues roses de Sant Jordi, premis concedits per votació popular entre els oïdors de Ràdio 4 seguidors del programa Va de cine de Conxita Casanovas, que recompensen a les que el públic considera millors pel·lícules nacional i estrangera.
| Categoria                    | Premiat          |
| ---------------------------- | ---------------- |
| Millor pel·lícula espanyola  | Los lunes al sol |
| Millor pel·lícula estrangera | El pianista      |